# Марион (округ, Алабама)
Ма́рион (англ. Marion County) — округ в США, штате Алабама. Официально образован 13 февраля 1818 года. По состоянию на 2010 год, численность населения составляла 30 776 человек. Получил своё название в честь американского военного деятеля и участника Войны за независимость США Фрэнсиса Мэриона.

## География
По данным Бюро переписи США, общая площадь округа равняется 1 927 км², из которых 1 922 км² суша и 3,4 км² или 0,2 % это водоемы.

### Соседние округа
|                             |        | Франклин |
| Итавомба (шт. Миссисипи)    | север  | Уинстон  |
| Итавомба (шт. Миссисипи)    | Марион | Уинстон  |
| Итавомба (шт. Миссисипи)    | юг     | Уинстон  |
| Монро (шт. Миссисипи) Ламар | Фейетт | Уолкер   |

## Население
По данным переписи населения 2000 года в округе проживает 31 214 жителей в составе 12 697 домашних хозяйств и 9 040 семей. Плотность населения составляет 16,00 человек на км2. На территории округа насчитывается 14 416 жилых строений, при плотности застройки около 8,00-ми строений на км2. Расовый состав населения: белые — 94,76 %, афроамериканцы — 3,30 %, коренные американцы (индейцы) — 0,29 %, азиаты — 0,20 %, гавайцы — 0,03 %, представители других рас — 0,39 %, представители двух или более рас — 0,70 %. Испаноязычные составляли 1,15 % населения независимо от расы.
В составе 30,40 % из общего числа домашних хозяйств проживают дети в возрасте до 18 лет, 58,40 % домашних хозяйств представляют собой супружеские пары проживающие вместе, 9,50 % домашних хозяйств представляют собой одиноких женщин без супруга, 28,80 % домашних хозяйств не имеют отношения к семьям, 26,50 % домашних хозяйств состоят из одного человека, 12,70 % домашних хозяйств состоят из престарелых (65 лет и старше), проживающих в одиночестве. Средний размер домашнего хозяйства составляет 2,39 человека, и средний размер семьи 2,87 человека.
Возрастной состав округа: 22,50 % моложе 18 лет, 8,20 % от 18 до 24, 28,20 % от 25 до 44, 25,20 % от 45 до 64 и 25,20 % от 65 и старше. Средний возраст жителя округа 39 лет. На каждые 100 женщин приходится 98,00 мужчин. На каждые 100 женщин старше 18 лет приходится 95,20 мужчин.
Средний доход на домохозяйство в округе составлял 27 475 USD, на семью — 34 359 USD. Среднестатистический заработок мужчины был 26 913 USD против 19 022 USD для женщины. Доход на душу населения составлял 15 321 USD. Около 12,00 % семей и 15,60 % общего населения находились ниже черты бедности, в том числе — 18,80 % молодежи (тех, кому ещё не исполнилось 18 лет) и 20,00 % тех, кому было уже больше 65 лет.